# Lernaea dolabrodes
Lernaea dolabrodes är en kräftdjursart som beskrevs av C. B. Wilson 1917. Lernaea dolabrodes ingår i släktet Lernaea och familjen Lernaeidae. Inga underarter finns listade i Catalogue of Life.